# كادهيرين

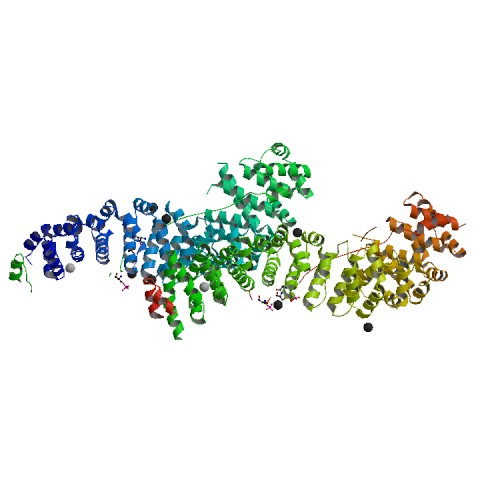

الكادهيرين Cadherins نوع من البروتينات التي يتم التعبير عنها على سطوح الخلايا الحية. تلعب الكادهيرينات دورا أساسيا في التصاق الخلايا الذي يثبت الخلايا ضمن الأنسجة ويربطها معه. وهي بروتينات تعتمد على شوارد الكالسيوم (2+Ca) في عملها ومنها اكتسبت الاسم الذي هو اندماج لكلمة كالسيوم Calcium والتصاق Adhesion.
العائلة الأساسية للكادهيرينات تتضمن الكادهيرينات، بروتوكادهيرينات، ديسموغلينات desmogleins وديسموكلينات desmocollins. بنيويا، جميع هذه البروتينات تتشارك بما يدعى «تكرارات كادهيريني» cadherin repeats وهي عبارة عن نطاقات ارتباط binding domains مع Ca2+ خارج-خلوية.
هناك أصناف عديدة من جزيئات الكادهيرين، كل يميز بسابقة عبارة عن حرف وحيد (عادة تشير إلى نمط النسيج الذي تترافق معه). الكادهيرينات من نفس النوع تستطيع الارتباط مع بعضها. مثلا إن-كادهيرين N-cadherin يرتبط فقط مع إن-كادهيرين آخر. وبسبب هذه الاصطفائية، فإن مجموعات الخلايا التي تقوم بإنتاج نفس النمط من جزيئات الكادهيرين تميل للارتباط مع بعضها خلال عملية التطور، في حين ان الخلايا التي تقوم بإنتاج كادهيرينات مختلفة تميل للانفصال عن بعضها.

## وصلات خارجية
- كتاب على النت : البيولوجيا الجزيئية للخلية :.